# Кроули (Колорадо)
Кроули (енгл. Crowley) град је у америчкој савезној држави Колорадо.

## Демографија
По попису из 2010. године број становника је 176, што је 11 (-5,9%) становника мање него 2000. године.
| Група             | 2000.       | 2010.      |
| Белци             | 106 (56,7%) | 78 (44,3%) |
| Афроамериканци    | 3 (1,6%)    | 0 (0,0%)   |
| Азијати           | 0 (0,0%)    | 1 (0,6%)   |
| Хиспаноамериканци | 73 (39,0%)  | 95 (54,0%) |
| Укупно            | 187         | 176        |